# Kanton La Bastide-de-Sérou
Der Kanton La Bastide-de-Sérou war bis 2015 ein französischer Wahlkreis im Département Ariège und in der Region Midi-Pyrénées. Er umfasste 13 Gemeinden im Arrondissement Foix, sein Hauptort (frz.: chef-lieu) war La Bastide-de-Sérou. Die landesweiten Änderungen in der Zusammensetzung der Kantone brachten im März 2015 seine Auflösung.

## Geografie
Der Kanton lag auf halber Strecke zwischen Foix und Saint-Girons.

## Gemeinden
| Gemeinde            | Einwohner (Stand: 2022) | Code postal | Code Insee |
| ------------------- | ----------------------- | ----------- | ---------- |
| Aigues-Juntes       | 59                      | 09240       | 09001      |
| Allières            | 75                      | 09240       | 09007      |
| Alzen               | 265                     | 09240       | 09009      |
| La Bastide-de-Sérou | 972                     | 09240       | 09042      |
| Cadarcet            | 214                     | 09240       | 09071      |
| Durban-sur-Arize    | 179                     | 09240       | 09108      |
| Larbont             | 60                      | 09240       | 09154      |
| Montagagne          | 82                      | 09240       | 09196      |
| Montels             | 157                     | 09240       | 09203      |
| Montseron           | 103                     | 09240       | 09212      |
| Nescus              | 58                      | 09240       | 09216      |
| Sentenac-de-Sérou   | 47                      | 09240       | 09292      |
| Suzan               | 24                      | 09240       | 09304      |